# Gruia (Mehedinți)
Gruia ist eine Gemeinde im Kreis Mehedinți im Südwesten Rumäniens.

## Geographische Lage

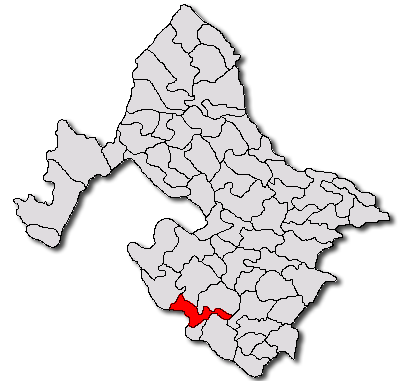
Lage der Gemeinde Gruia im Kreis Mehedinți

Die Gemeinde erstreckt sich im Süden des Kreises, am linken Ufer der Donau, südlich des Mehedinți-Gebirges. Auf der gegenüberliegenden Seite befindet sich die serbische Gemeinde Radujevac. An der Nationalstraße Drum național 56C gelegen, wird der Ort Gruia im Osten von weiten Getreidefeldern der Kleinen Walachei umschlossen.

## Geschichte
In der Umgebung Gruias – von den Einheimischen La Carieră genannt – liegen mehrere Fundstätten römischer Relikte, die auf Siedlungen der Römer in der damaligen Provinz Dakien zurückgehen. Die Geschichte der Besiedlung der Region reicht jedoch mehr zurück. Auf dem Gebiet des Ortes Izvoarele wurden Funde, welche in die Bronzezeit deuten, gemacht.
Mit dem EU-Beitritt Rumäniens 2007 wurde Gruia zu einem Grenzort der Europäischen Union und steht seitdem unter strenger Bewachung durch den Zoll. Trotzdem ist der Schmuggel illegaler Waren von Serbien aus über die Donau weit verbreitet.

## Wirtschaft
Gruia lebt vom Handel und dem Schiffsverkehr auf der Donau. Ein anderer Teil der Bevölkerung ist in der Landwirtschaft tätig.
Investoren werden vor allem durch die Binnenschifffahrt angelockt und sollen die Gemeinde in Zukunft dem westeuropäischen Standard angleichen. Zu den Bauprojekten zählen beispielsweise der Ausbau der Wasserversorgung sowie die Modernisierung der Kanalisation.
Der Tourismus ist nur gering entwickelt und beschränkt sich auf den alten Donauhafen, die archäologischen Fundstätten, sowie die Pension SC COMEXIM.

## Sehenswürdigkeiten
- Die rumänische-orthodoxe Kirche Adormirea Maicii Domnului, 1834–1837 in Gruia errichtet, steht unter Denkmalschutz.[4]

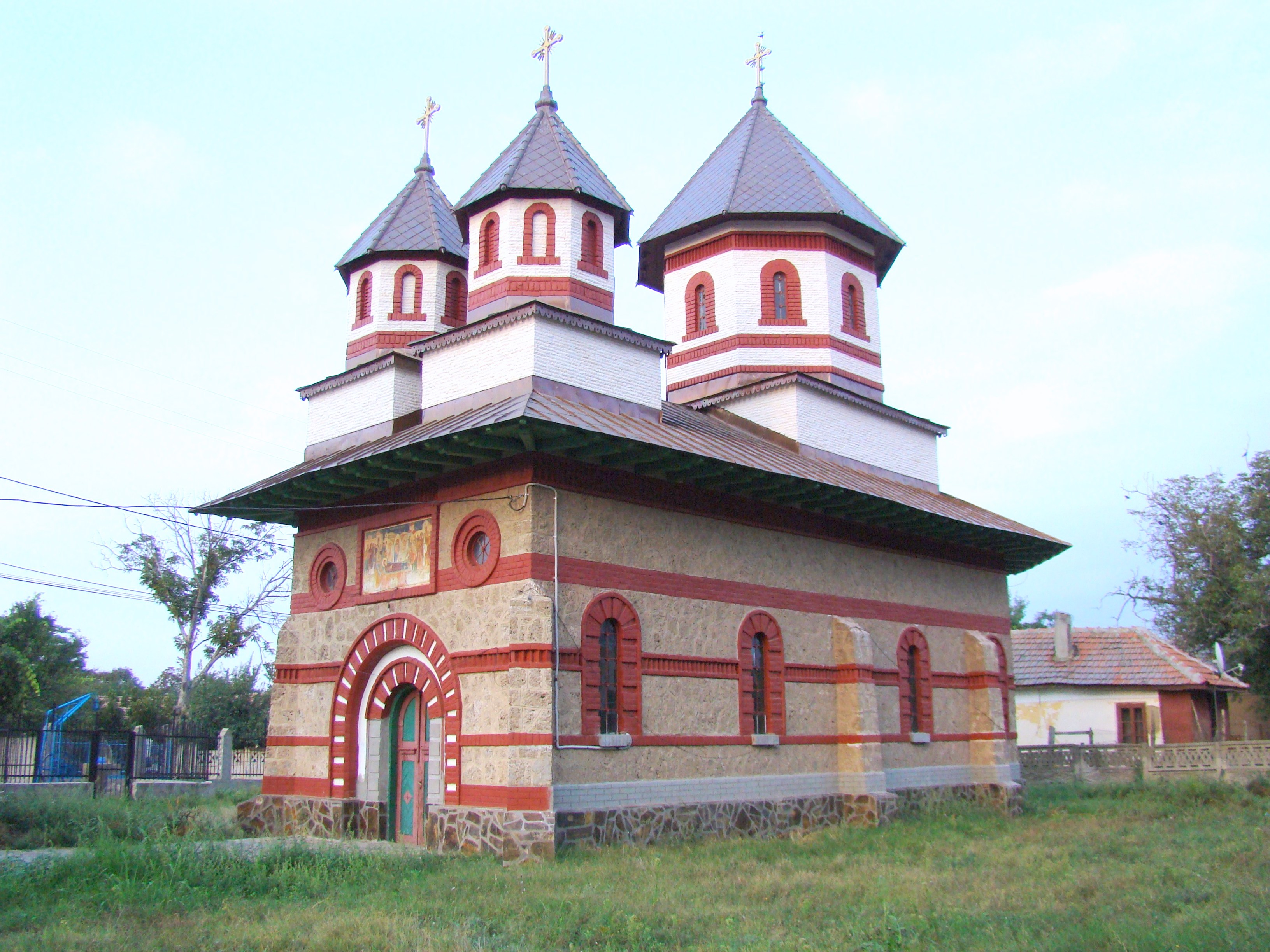
Kirche in Gruia
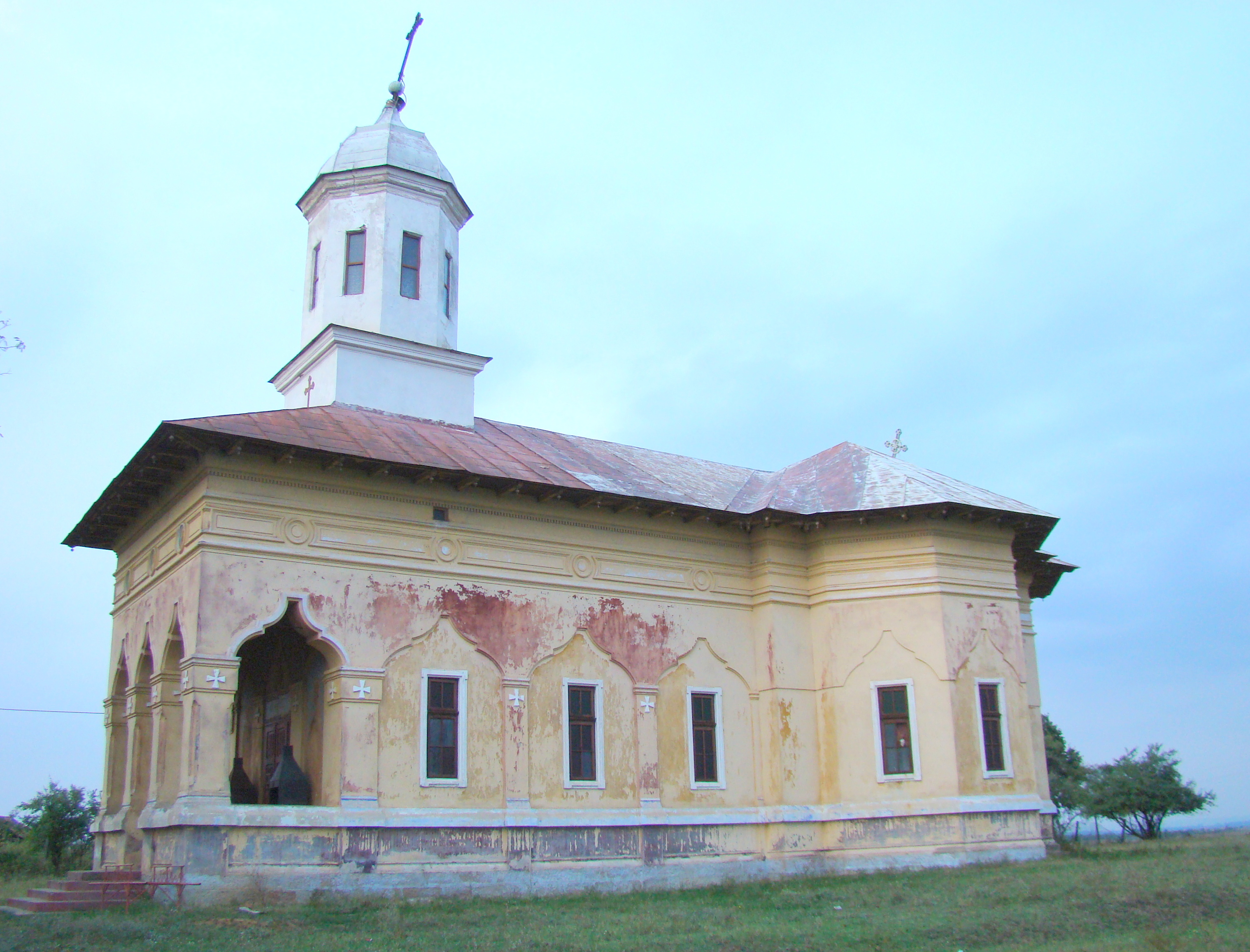
Kirche in Izvoarele